# LN Весов
LN Весов (лат. LN Librae), HD 133950 — двойная затменная переменная звезда типа Алголя (EA) в созвездии Весов на расстоянии приблизительно 784 световых лет (около 241 парсека) от Солнца. Видимая звёздная величина звезды — от +8,69m до +8,54m. Орбитальный период — около 1,667 суток.

## Характеристики
Первый компонент — жёлто-белая звезда спектрального класса F0V.